# Eleonora av Akvitanien
Eleonora av Akvitanien (Aliénor d'Aquitaine), född mellan 1122 och 1124 (det senare årtalet är idag vedertaget), död 1 april 1204, var genom giftermål drottning av Frankrike från 1137 till 1152, och drottning av England från 1154 till 1189; hon var även  regerande vasallhertiginna av Akvitanien från 1137 till 1204. Hon var ställföreträdande regent i England för sin make Henrik II av Englands många perioder av frånvaro, styrde Normandie 1167 på uppdrag av Henrik, och höll en kungs makt som ställföreträdare för sonen Rickard I av England, när denne var på korståg 1189–1194. Hon kom att ha stor betydelse för freden i England och Akvitanien under den senare perioden. Eleonora är den enda kvinnan i historien som varit drottning av både England och Frankrike. Som en medlem av släkten Ramnulfids (huset Poitiers) och sedermera släktens företrädare blev hon en av de rikaste och mäktigaste kvinnorna i Europa under medeltiden.
I Eleonoras livshistoria har många legender länge rest med och då särskilt svärtande rykten. Exempel är hennes påstådda affär med Saladin, hennes påstådda mord på Rosamund Clifford och "kärlekshovet". Alla exemplen är logiskt motbevisade eller utan grund.
Hon var först gift med den franske kungen Ludvig VII och sedan med den engelske kungen Henrik II. I det senare äktenskapet blev hon mor till bland annat Rikard Lejonhjärta och Johan. Hon var även mormor till Blanche av Kastilien. 
Eleonora levde ett för tiden mycket långt liv och överlevde sina 10 barn som nådde vuxen ålder utom två, Johan och Eleonora.

## Biografi
Eleonora av Akvitanien var dotter till hertig Vilhelm X av Akvitanien och Aenor av Châtellerault. När hennes yngre bror avled 1130 blev hon som sin fars äldsta av två döttrar arvtagare till hertigdömet Akvitanien: Frankrikes största vasallstat som då omfattade nästan hela södra och västra Frankrike. Hon hade dessutom genom sin farmor Philippa av Toulouse rätt till grevskapet Toulouse. 
Innan hennes far avled våren 1137 överlät han på sin sjukbädd vårdnaden för sina döttrar till kungen av Frankrike Ludvig VI, antagligen medveten om att Ludvig skulle gifta bort henne till sin son kronprinsen Ludvig kallad den yngre. Så skedde också. Sommaren 1137 blev Eleonora cirka 13 år gammal bortgift till den cirka 15 år gamla tronarvingen i Bordeaux katedral. Samma sommar besteg Ludvig Frankrikes tron efter sin fars död och Eleonora blev således drottning. 

### Drottning av Frankrike
Som hennes make var Ludvig jure uxoris hennes medregent i Akvitanien, men han kom att mer eller mindre ta över den formella makten av hertigdömet. Eleonora synes endast vara nämnd i drygt hälften av de kvarvarande dokumenten. Däremot kom hon snart att öka sitt inflytande vid det franska hovet så pass att hon blev Ludvigs främste rådgivare vilket Ludvigs mor Adelaide av Maurienne, seneskalken Raoul I av Vermandois och abboten av Saint-Denis Suger ansåg vara ett hot mot deras egen makt. De två förstnämnda försökte så split mellan Ludvig och Eleonora, men misslyckades och båda avvek snart från hovet.
Eleonora följde med Ludvig på andra korståget 1147–1149 och ledde där sin egen armé formerad av hennes vasaller från Akvitanien. En motivationsfaktor för henne att följa med kan ha varit att hennes farbror, som var prins av Antioch, var hotad av muslimernas ledare. Korståget blev dock ett allmänt misslyckande både på militärt och personligt plan. Pressade av situationen hade Eleonora och Ludvig hamnat i konflikt med varandra om nästa steg. Efter bristande ledarskap från Ludvig hade de lidit stora förluster och hamnat mitt i en förödande attack från muslimska arméer. Efter en lång och utmattande resa skulle Eleonora börja tvivla på Ludvig som ledare. I Antioch, hos sin farbror, ska hon ha hållit med farbrodern om hans plan vilket gick emot Ludvig. Detta gjorde Ludvig, alltid avundsjuk, misstänksam om otillåtna relationer dem emellan. Det hela ska ha slutat med ett gräl där Eleonora slutligen sade sig vilja annullera äktenskapet. Ludvig chockades av detta, men tvingade med henne vidare. Efter att Ludvig genomfört en misslyckad attack med kejsaren Conrad II och skjutit upp deras tillbakaresa mot Frankrike flera gånger åkte de slutligen tillbaka på två olika båtar. På besök hos påven Eugenius försökte han medla mellan de två och förbjöd nämnandet av annullering. Han tvingade de två att sova i samma säng och skickade snart vidare de två mot Paris. 
Eleonora var snart gravid igen till hovets förhoppning, men när ytterligare en dotter föddes ansåg flera äktenskapet mer eller mindre dömt. Men Ludvig, enligt Sugers lugnande råd, kallade inte på annullering än. Först hösten 1151, månader efter Sugers bortgång, gav han upp. Våren 1152 höll de sitt sista hov tillsammans och i mars annullerades äktenskapet på grund av släktskap inom sju led, efter en förhandling där Ludvig (enligt tidens sed och lag) fick vårdnaden om döttrarna medan Eleonora fick tillbaka Akvitanien.

### Annullering
År 1152 godkände kyrkan annullering av äktenskapet med Ludvig på grund av släktskap i förbjudna led. Eleonora återvände till Poitiers där hon för första gången höll all makt som hertiginna av Akvitanien, men bara under en kort period. Som Europas mest eftertraktade ogifta kvinna utan son under den här tiden var hon i fara att bli kidnappad. Nästan exakt sex veckor efter annulleringen hade hon därför skaffat sig en ny make. Hon skrev till greven av Anjou, Henrik, som var 9 år yngre. De hade träffats bara månader innan i augusti 1151 i Paris under Henriks och hans far Geoffreys fredsförhandlingar med Louis och enligt ryktet i det franska hovet hade de fattat tycke för varann. Det finns även skäl att misstänka att det kommande äktenskapet även förhandlades under hans vistelse i Paris. Henrik fick brevet och kom snabbt till Poitiers och de gifte sig sommaren 1152 i en liten ceremoni, under stora försiktighetsåtgärder för att inte Ludvig skulle hinna stoppa dem. Henrik blev då, liksom hennes förre make, hennes medregent i Akvitanien och han ådrog sig snabbt Ludvigs agg. Äktenskapet var en skandal av flera orsaker, men det var avgörande för den skiftande maktbalansen i Europa.

### Drottning av England
År 1154 besteg Henrik Englands tron, och Eleonora blev därmed drottning i England. Där regerade hon ofta i hans ställe under Henriks flera och många frånvaroperioder mellan 1154 och 1166. År 1168 lämnade Eleonora England och återvände till Akvitaniens huvudstad Poitiers tillsammans med sonen Rickard, då dryga 12 år, och mogen för upplärning som hennes arvinge. Med dem var även barnen Johanna och Johan vilka (enligt praktik för adelsbarn på medeltiden) inkvarterades hos nunnorna i det närliggande klostret Fontevraud. Även dottern Eleonora kom ner till Poitiers efter ett år. En populär 1900-tals teori har varit att Eleonora under sin tid i Poitiers mellan 1168 och 1173 ska ha varit värd för ett blomstrande hov av trubadurer som har kommit att kallas "kärlekshovet". I detta hov ska Eleonora och andra adelsdamer dömt i "kärleksmål", men bevisningen för denna är skral, om ens existerande. Eleonora som en stor bidragsgivare till trubadurerna är också för knappt understött med bevis för att accepteras.
Relationen mellan Eleonora och Henrik är väl omtalad för deras kamp som blev offentlig för alla att se efter revolten 1173. Deras relation brukade sägas vara försämrad redan 1167 med vad som sades vara signaler vid hennes frånvaro under Henriks julhov i Poitiers 1166, men motbevisas med anledning av hennes säkerhet. Eleonora var i december det året höggravid med sitt sista barn Johan som föddes den julen och var därför inte i form att resa en så pass lång sträcka. Hennes flytt från England till sitt hemland senare har också skapat debatter, men skulle lika gärna som en informell skiljeväg vara ett sätt för Henrik, som hade misslyckats med sin kampanj i hertigdömet, att lugna de förargade vasallerna i Akvitanien. Dessutom skulle det ges utrymme för den nu 12 år gamla Rickard att börja läras upp som sin mors arvinge och Eleonora önskade sig sannolikt efter så många år hem igen. Rent bevisligen finns därav ingen antydan på osämja förrän efter 1170.
Huvudanledningen som länge varit angiven för deras strid är Eleonoras påstådda missnöje med Henriks förhållande med Rosamund Clifford, men detta är en teori tagen ur luften. Ingen av de samtida skrivande om händelsen angav detta som Eleonoras anledning utan mycket pekar mot mer politiska orsaker. Dessutom kan Henriks relation till Rosamund inte bevisas förrän i slutet på 1173, det vill säga efter hans och Eleonoras väldigt offentliga splittring. Legenden har därför avblåsts i flera år även om den fortsatt dyker upp i populärhistoria.
Därför, år 1173 efter en lång period av missnöjesanledningar och besvikelse, stödde och finns eventuellt anledning att tro att hon ledde ett uppror mot maken Henrik II där även sönerna Henrik den yngre, Rickard och Geoffrey (som också var missnöjda med sin far) var inblandade. Upproret misslyckades efter det att Eleonora med fler andra högt rankade medlemmar tillfångatogs. Hon sattes därefter i husarrest i England i femton år. Det längsta straffet av alla involverade. Hon släpptes först vid Henriks död 1189 och tog genast makten i England för att bevara tronen åt Rickard tills han kunde återvända till landet och krönas till kung. Eleonora var sedan regent i England med en kungs auktoritet under Rickards frånvaro under det tredje korståget 1189–1194. Hon återtog också kontrollen över sitt eget hertigdöme, Akvitanien. År 1200 eskorterade hon sitt barnbarn (dotterdotter) Blanka av Kastilien från hennes hemland till Frankrike som gemål till den franske tronföljaren.
Eleonora bosatte sig år 1201 i Fontevraudklostret. Hon dog 1 april 1204, antagligen 80 år gammal, och begravdes i Fontevraud-l'Abbaye i Anjou nära maken Henrik, sonen Rikard och dottern Johanna.

## Personen

### Karaktär
Eleonora sas förkroppsliga charmen och flera gånger beskriver sig personer med möjlighet att komma åt henne att ha en ovilja att göra henne besviken eller skada henne. Till exempel ska en biskop ha sagt till Henrik att han hellre fick bryta mannens ben än att tvinga Eleonora att ljuga för honom.
Trots de franska och engelska ambivalenta känslorna mot henne verkar hon mer eller mindre konstant varit populär i sitt hertigdöme. Flera av de som arbetat vid henne under en längre period verkar även ha hyst en respekt grundad på positiva känslor för henne. Till exempel en walesisk kvinna, Amaria, kom att hylla henne vid hennes bortgång med att ge tillbaka den mark hon givits av drottningen med beskrivningen av sig själv som hennes hovdam och Eleonora som hennes fostermor. En äkta dotter av det poitevinska hovet verkar Eleonora kunna ha varit öppen och lättpratad, men även bestämd på sin sak. Under sin tid i Paris anklagades hon till exempel för att agera som en kung.

### Utseende
Eleonora var erkänt vacker. En tysk student som fick syn på henne antagligen runt 30-årsåldern i egenskap av drottning av England skrev i en poem att om han hade hela världen skulle han ge bort den bara drottningen av England låg i hans famn. En annan källa beskriver henne som "mer än vacker". Trots detta beröm skrev ingen pålitlig källa ned hur hon faktiskt såg ut. Den enda säkra avbildning som finns idag är statyn till graven, men denna återger i stort sett ingenting, varken hårfärg, ögonfärg eller annat, och det är osäkert om den ens avbildar henne som hon verkligen såg ut. Om en bedömning istället ska göras grundat på vissa av hennes barn med Henrik vilkas utseende blev återgivna var hon möjligtvis en brunett.
Trots den knappa information har hon avbildats flera gånger vilket resulterat i att hon fått många olika utseenden.

## Familj
Gift:
1. 1137–1152 med Ludvig VII av Frankrike med vilken hon fick två döttrar.
2. 1152 med Henrik II av England

Barn i första äktenskapet:
1. Marie av Frankrike (1145 – 11 mars 1198)
2. Alix de Frankrike (1151–1198)

Barn i andra äktenskapet:
1. Vilhelm (17 augusti 1153 – juni 1156), hertig av Normandie och greve av Poitiers
2. Henrik den yngre (28 februari 1155 – 11 juni 1183), medregent av England
3. Mathilda av England (juli 1156 – 28 juni 1189), gift med Henrik Lejonet av Sachsen
4. Rikard I Lejonhjärta (8 september 1157 – 6 april 1199), kung av England och hertig av Akvitanien
5. Geoffrey (23 september 1158 – 19 augusti 1186), hertig av Bretagne
6. Eleonora (13 oktober 1161 – 22 oktober 1214)
7. Johanna (oktober 1165 – september 1199)
8. Johan (24 december 1167 – 19 oktober 1216), kung av England

## Anfäder
|                        |  |  |  |  |  |  |  |                         |  |  |  |  |  |  |  |                               |  |  |  |  |  |  |  | Vilhelm VIII av Akvitanien   |
|                        |  |  |  |  |  |  |  |                         |  |  |  |  |  |  |  |                               |  |  |  |  |  |  |  |                              |
|                        |  |  |  |  |  |  |  |                         |  |  |  |  |  |  |  | Vilhelm IX av Akvitanien      |  |  |  |  |  |  |  |                              |
|                        |  |  |  |  |  |  |  |                         |  |  |  |  |  |  |  |                               |  |  |  |  |  |  |  |                              |
|                        |  |  |  |  |  |  |  |                         |  |  |  |  |  |  |  |                               |  |  |  |  |  |  |  | Hildegard av Bourgogne       |
|                        |  |  |  |  |  |  |  |                         |  |  |  |  |  |  |  |                               |  |  |  |  |  |  |  |                              |
|                        |  |  |  |  |  |  |  | Vilhelm X av Akvitanien |  |  |  |  |  |  |  |                               |  |  |  |  |  |  |  |                              |
|                        |  |  |  |  |  |  |  |                         |  |  |  |  |  |  |  |                               |  |  |  |  |  |  |  |                              |
|                        |  |  |  |  |  |  |  |                         |  |  |  |  |  |  |  |                               |  |  |  |  |  |  |  | Vilhelm IV av Toulouse       |
|                        |  |  |  |  |  |  |  |                         |  |  |  |  |  |  |  |                               |  |  |  |  |  |  |  |                              |
|                        |  |  |  |  |  |  |  |                         |  |  |  |  |  |  |  | Filippa av Toulouse           |  |  |  |  |  |  |  |                              |
|                        |  |  |  |  |  |  |  |                         |  |  |  |  |  |  |  |                               |  |  |  |  |  |  |  |                              |
|                        |  |  |  |  |  |  |  |                         |  |  |  |  |  |  |  |                               |  |  |  |  |  |  |  | Emma av Mortain              |
|                        |  |  |  |  |  |  |  |                         |  |  |  |  |  |  |  |                               |  |  |  |  |  |  |  |                              |
| Eleonora av Akvitanien |  |  |  |  |  |  |  |                         |  |  |  |  |  |  |  |                               |  |  |  |  |  |  |  |                              |
|                        |  |  |  |  |  |  |  |                         |  |  |  |  |  |  |  |                               |  |  |  |  |  |  |  | Boson II av Châtellerault    |
|                        |  |  |  |  |  |  |  |                         |  |  |  |  |  |  |  |                               |  |  |  |  |  |  |  |                              |
|                        |  |  |  |  |  |  |  |                         |  |  |  |  |  |  |  | Aimery I av Châtellerault     |  |  |  |  |  |  |  |                              |
|                        |  |  |  |  |  |  |  |                         |  |  |  |  |  |  |  |                               |  |  |  |  |  |  |  |                              |
|                        |  |  |  |  |  |  |  |                         |  |  |  |  |  |  |  |                               |  |  |  |  |  |  |  | Aleanor av Thouars           |
|                        |  |  |  |  |  |  |  |                         |  |  |  |  |  |  |  |                               |  |  |  |  |  |  |  |                              |
|                        |  |  |  |  |  |  |  | Aenor av Châtellerault  |  |  |  |  |  |  |  |                               |  |  |  |  |  |  |  |                              |
|                        |  |  |  |  |  |  |  |                         |  |  |  |  |  |  |  |                               |  |  |  |  |  |  |  |                              |
|                        |  |  |  |  |  |  |  |                         |  |  |  |  |  |  |  |                               |  |  |  |  |  |  |  | Barthélémy de l'Ile Bouchard |
|                        |  |  |  |  |  |  |  |                         |  |  |  |  |  |  |  |                               |  |  |  |  |  |  |  |                              |
|                        |  |  |  |  |  |  |  |                         |  |  |  |  |  |  |  | Dangereuse de l'Isle Bouchard |  |  |  |  |  |  |  |                              |
|                        |  |  |  |  |  |  |  |                         |  |  |  |  |  |  |  |                               |  |  |  |  |  |  |  |                              |
|                        |  |  |  |  |  |  |  |                         |  |  |  |  |  |  |  |                               |  |  |  |  |  |  |  | Gerberge de Blaison          |
|                        |  |  |  |  |  |  |  |                         |  |  |  |  |  |  |  |                               |  |  |  |  |  |  |  |                              |

## I populärkulturen
I filmen Så tuktas ett lejon från 1968 spelades hon av Katharine Hepburn, för vilket hon vann en Oscar.